# James Power Gordon
James Power Gordon (Nova Iorque, 20 de março de 1928 – 21 de junho de 2013) foi um físico estadunidense. Conhecido por seu trabalho nas áreas de óptica e eletrônica quântica.
Suas contribuições incluem o projeto, análise e construção do primeiro maser em 1954, quando realizava seu doutorado na Universidade Columbia, orientado por Charles Hard Townes, desenvolvimento do equivalente quântico da fórmula da capacidade de um canal de Claude Shannon em 1962, desenvolvimento da teoria da difusão de átomos em uma armadilha óptica em 1980 (com Arthur Ashkin), e a descoberta do que é atualmente conhecido como efeito Gordon-Haus na transmissão de solitons em 1986 (com Hermann Anton Haus). Foi membro da Academia Nacional de Engenharia dos Estados Unidos (desde 1985) e da Academia Nacional de Ciências dos Estados Unidos (desde 1988).

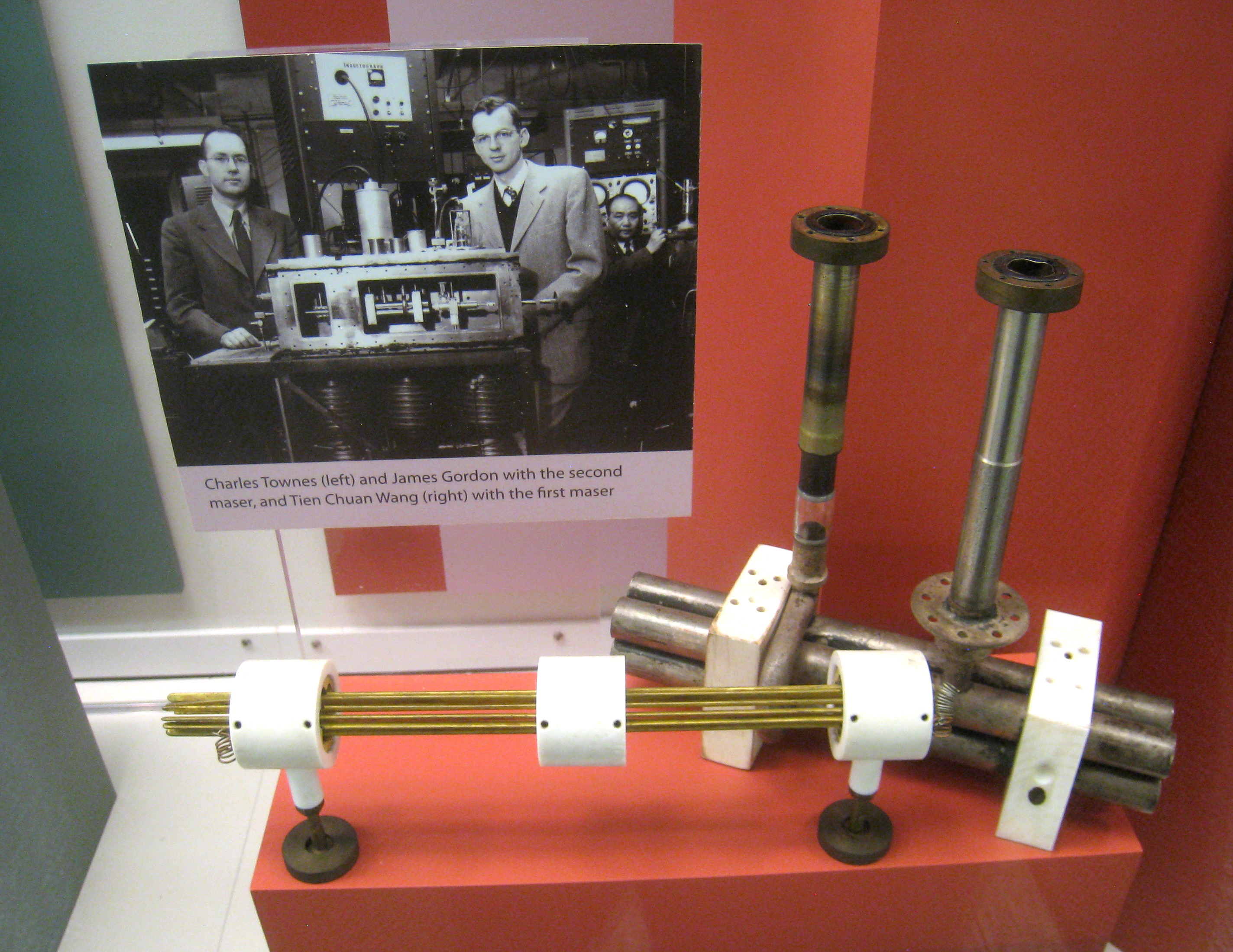
James P. Gordon com Charles H. Townes atrás de um componente maser, em exposição no National Museum of American History, Washington, DC, Estados Unidos.